# بورن نوردكفيست
بورن نوردكفيست (بالسويدية: Björn Nordqvist) مواليد 6 أكتوبر 1942 في السويد، هو لاعب كرة قدم سويدي سابق كان يلعب ك. سبق له أن لعب في كأس العالم لكرة القدم مع منتخب بلاده.

## المسيرة الاحترافية

### أندية لعب لها
- نادي نوركوبنغ
- نادي آيندهوفن
- نادي غوتبورغ
- نادي أورغريته

## روابط خارجية
- بورن نوردكفيست على موقع الاتحاد الدولي (مؤرشف)  (الإنجليزية)
- بورن نوردكفيست على موقع قاعدة بيانات كرة القدم.إي يو (الإنجليزية)
- بورن نوردكفيست على موقع ناشيونال فوتبول تيمز (الإنجليزية)